# Bisdom Babahoyo
Het bisdom Babahoyo (Latijn: Dioecesis Babahoiensis) is een rooms-katholiek bisdom met als zetel Babahoyo, in Ecuador. Het bisdom is suffragaan aan het aartsbisdom Guayaquil. 

## Geschiedenis
Het bisdom werd opgericht op 15 juli 1948, als het apostolisch vicariaat Los Ríos, uit delen van het bisdom Guayaquil, en viel als immediatum direct onder de Heilige Stoel, zonder te behoren tot een kerkprovincie. Op 10 september 1951 werd het verheven tot territoriale prelatuur en werd suffragaan aan het aartsbisdom Quito. Op 22 januari 1956 wisselde het van kerkprovincie en werd suffragaan aan het nieuw verheven aartsbisdom Guayaquil. Op 22 augustus 1994 werd het verheven tot bisdom en kreeg de naam bisdom Babahoyo. 

## Parochies
Het bisdom had in 2020 een oppervlakte van 7.100 km2 en telde 921.763 inwoners waarvan 78,0% rooms-katholiek was.

## Ordinarii

### Apostolisch administratoren
- Adolfo Maria Astudillo Morales (13 augustus 1948 - 1951)
- Victor Garaygordóbil Berrizbeitia (20 april 1957 - 29 november 1963)

### Prelaten
- Victor Garaygordóbil Berrizbeitia (29 november 1963 - 12 mei 1982
- Jesús Ramón Martínez de Ezquerecocha Suso (28 juni 1984 - 22 augustus 1994)

### Bisschoppen
- Jesús Ramón Martínez de Ezquerecocha Suso (22 augustus 1994 - 27 maart 2008)
- Fausto Gabriel Trávez Trávez (27 maart 2008 - 11 september 2010)
- Marcos Aurelio Pérez Caicedo (10 februari 2012 - 20 juni 2016)
- Skiper Bladimir Yáñez Calvachi (27 maart 2018 - heden)

## Galerij van afbeeldingen

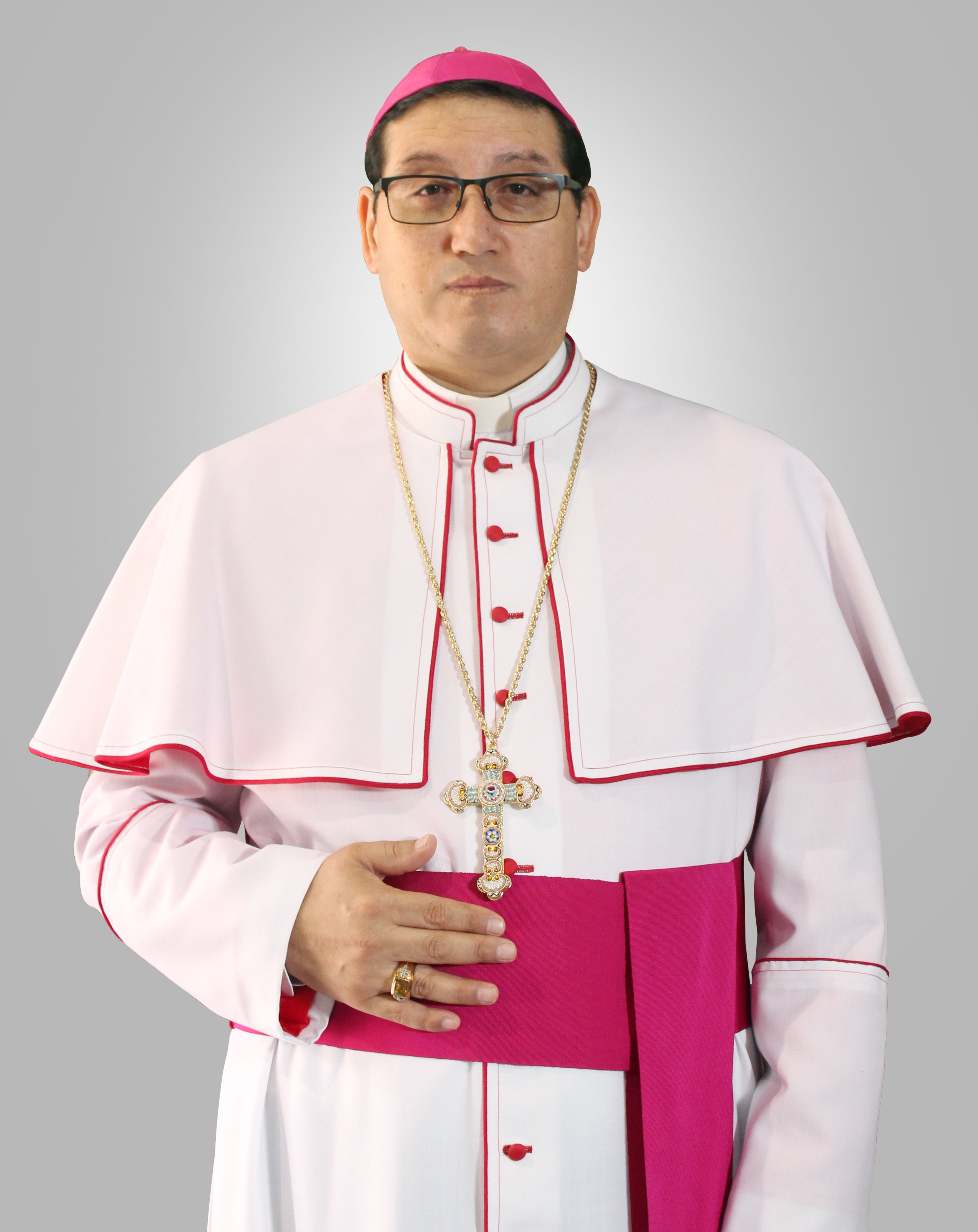
Bisschop Skiper Bladimir Yáñez Calvachi (2018-heden)
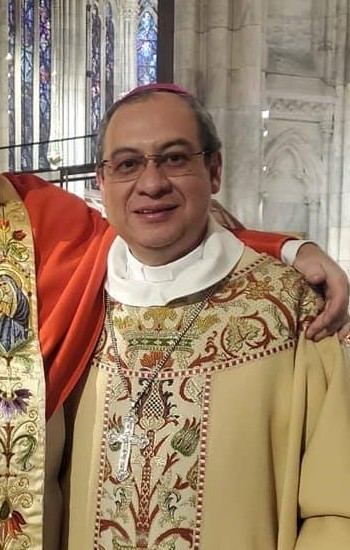
Bisschop Marcos Aurelio Pérez Caicedo (2012-2016)
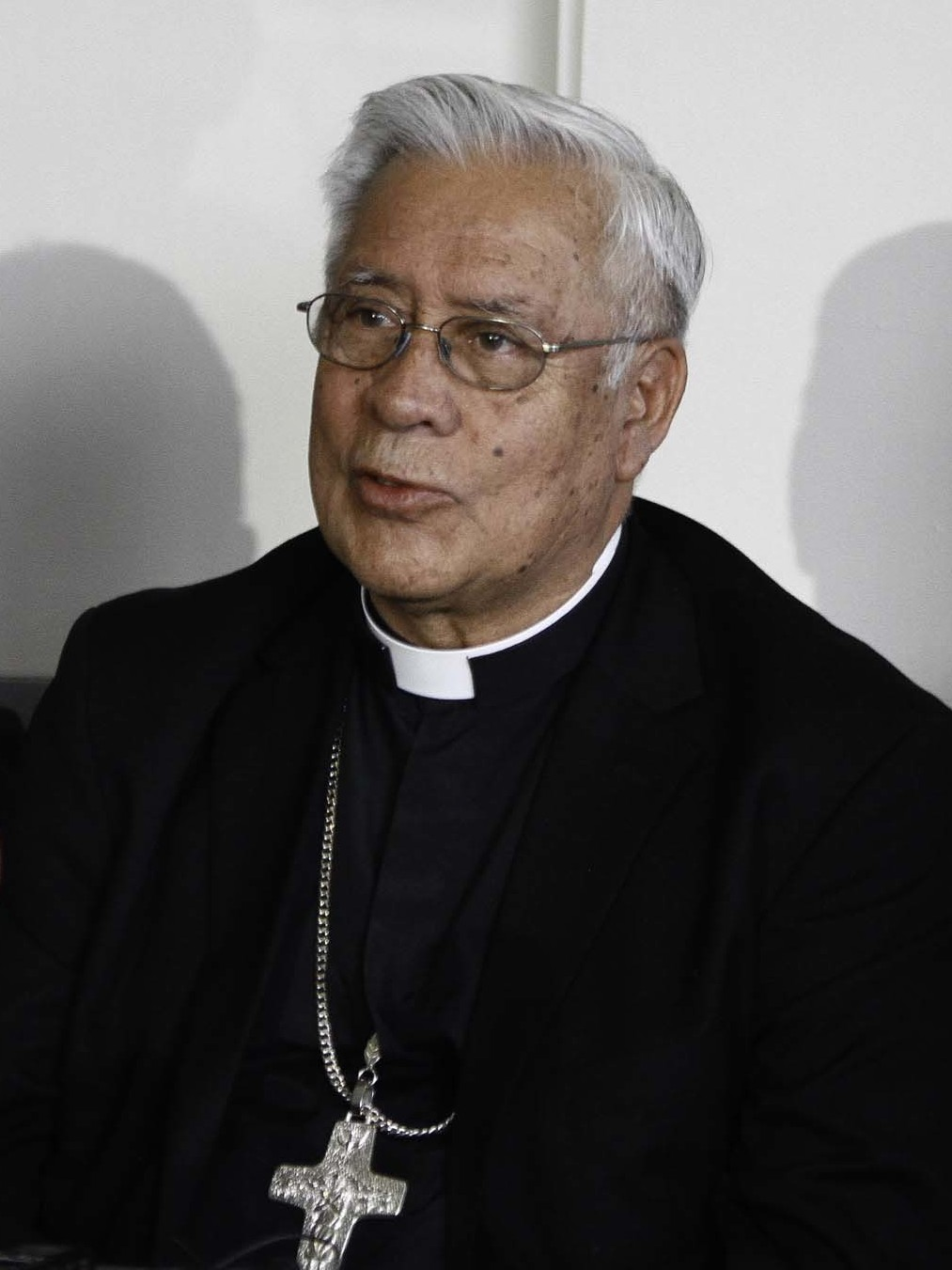
Bisschop Fausto Gabriel Trávez Trávez (2008-2010)

Guayaquil (aartsbisdom) · Babahoyo · Daule · San Jacinto · Santa Elena